# CJ van der Linde
Christoffel Johannes van der Linde (Welkom, 27 agosto 1980) è un ex rugbista a 15 e allenatore di rugby a 15 sudafricano, che giocava come pilone. Campione del mondo nel 2007 con gli Springbok, nazionale con la quale ha disputato 75 incontri internazionali..

## Biografia
Iniziò la carriera professionistica nei Cats (oggi Lions) per poi passare nei Central Cheetahs, entrambe franchise di Super Rugby.
Esordì negli Springbok nel corso del tour europeo 2002 a Edimburgo contro la Scozia; nonostante ciò, non fu più convocato per due anni e non partecipò alla Coppa del Mondo di rugby 2003; rientrò tuttavia nel Tri Nations 2004, che il Sudafrica vinse, e da quel momento è stato sempre titolare fisso.
Alla Coppa del Mondo di rugby 2007 in Francia disputò 6 incontri, compresa la finale che laureò gli Springbok campioni del mondo.
L'anno successivo si trasferì in Celtic League al Leinster con un contratto triennale; con la compagine irlandese si aggiudicò al suo primo anno la Heineken Cup; al termine della seconda stagione a Leinster, tuttavia, van der Linde tornò in Sudafrica.
Nel Super 15 2011 ha militato negli Stormers e, nell'agosto successivo, ha firmato un contratto con i Lions, con la cui squadra provinciale, i Golden Lions, ha vinto la Currie Cup 2011.

## Palmarès
- Coppe del mondo: 1
Sudafrica: 2007
- Heineken Cup: 1
Leinster: 2008-09
- Challenge Cup: 1
Montpellier: 2015-16
- Currie Cup: 2
Free State Cheetahs : 2005
Golden Lions: 2011